# Herb Żydowskiego Obwodu Autonomicznego

Herb Żydowskiego Obwodu Autonomicznego.

Herb Żydowskiego Obwodu Autonomicznego (ros. Герб Еврейской автономной области) – jest oficjalnym symbolem znajdującego się na terytorium Rosji, Żydowskiego Obwodu Autonomicznego, przyjętym w obecnej formie 31 lipca 1996 roku przez zgromadzenie prawodawcze.

## Opis i symbolika
Francuska tarcza herbowa o stosunku szerokości do wysokości - 8:9 barwy akwamarynowej. Tarczę na trzy pola dzielą dwie wstęgi. Od góry w barwach srebrnej, błękitnej i znów srebrnej oraz w dolnej części tarczy, kolejny raz o barwach srebrnej, błękitnej i srebrnej. Obie kombinacje pasów, zarówno dolna jak i górna, są takie same, a jej srebrne elementy stanowią 1/50 całej tarczy. W środkowym polu złoty tygrys w czarne pasy. Zwrócony w heraldyczną lewą stronę (prawą z punktu widzenia obserwatora), znajdujący się w ruchu, jedna z jego przednich łap jest wyciągnięta. Jego ogon ułożony poziomo, nie jest ukierunkowany ani w górę ani w dół. Łeb zwierzęcia zwrócony jest w stronę obserwatora.
Pasy w barwach srebra i błękitu symbolizują rzeki Birę i Bidżan, które przepływają przez obszar obwodu. Dominujący kolor akwamaryny jest nawiązaniem do bezkresnych przestrzeni tajgi pokrywających ziemie obwodu oraz piękna przyrody. Zwierzę przedstawione w herbie to tygrys syberyjski, zamieszkujący tereny rosyjskiego dalekiego wschodu i będący symbolem regionu. Jest on ukazany w swoich naturalnych kolorach. Ma on symbolizować niezależność, dzielność, odwagę, a także determinację, mądrość oraz siłę. Jego orientacja w prawą stronę oraz zwrócenie łba w stronę obserwatora ma podkreślać niecodzienność historii Żydowskiego Obwodu Autonomicznego.

## Historia

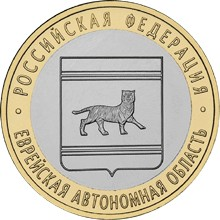
Herb obwodu na dziesięciorublowej monecie.

Żydowski Obwód Autonomiczny powstał 7 maja 1934 roku i w okresie sowieckim nie posiadał herbu. W użyciu była symbolika związana z ideologią i instytucjami komunistycznymi. Zmiana nadeszła, dopiero gdy Związek Radziecki rozpadł się, a zmiany polityczne i społeczne jakie zaszły w Federacji Rosyjskiej w latach dziewięćdziesiątych XX wieku umożliwiły nawiązanie do tradycji heraldycznych. 31 lipca 1996 roku zgromadzenie prawodawcze regionu przyjęło herb, który w swej formie obowiązuje do dzisiaj. Jako że był on zgodny z tradycjami rosyjskiej heraldyki, otrzymał on numer 103 w Państwowym heraldycznym rejestrze Federacji Rosyjskiej. Jego użycie jest regulowane przez specjalną ustawę. Na jej podstawie herb musi być umieszczany na fasadach budynków związanych z władzą wykonawczą i ustawodawczą regionu, a także w biurach i na salach posiedzeń najwyższych władz obwodowych. Musi się on także znajdować na pieczęciach, dyplomach, listach gratulacyjnych oraz wszelkich dokumentach wytwarzanych przez administrację. 1 czerwca 2009 roku Centralny Bank Rosji wyemitował specjalną pamiątkową monetę, o wartości 10 rubli, na której rewersie umieszczony został herb Żydowskiego Obwodu Autonomicznego.